# Final Cut Pro X
Final Cut Pro X — професійний нелінійний відео-редактор, випущений компанією Apple у продаж 21 червня 2011 року на  Mac App Store. Є контроверсійним спадкоємцем програми Final Cut Pro (обидва редактора несумісні і мають абсолютно різні підходи до редагування).

## Особливості
На відміну від попередніх версій Final Cut Pro X використовує частину програмного коду, дизайн інтерфейсу і філософію програми iMovie, що є аматорським відеоредактором виробництва компанії Apple.

## Художні фільми, телесеріали та телевізійні шоу, змонтовані за допомогою Final Cut Pro X

### Фільми
- Молодий детектив Ді: сходження морського Дракона (2013)[6]
- Квіти (2014)[7]
- Фокус (2015)[8][9]
- Колодязь Бажань (2015)[10]
- Що Сталося, Міс Симон? (2015)[11]
- Острів Вітрів (2015)
- 600 миль (2015)
- Павільйон сміху (Віскі Танго Фокстрот) (2016)[12]
- Суботній воїн (2016)[13]
- Голос з каменю (2016)[14]
- Дим та дзеркала (2016)
- Боке (2016)[15]
- Геошторм (2017)[джерело?]
- Чао, Белла! (2017)[16]

### Телесеріали та телевізійні шоу
- Хлопці З Трейлер Парку (2012)[17]
- Противага (2012)[18]
- Джордж — рятівник (2013)[19]
- Дреґ-королеви Лондона (2014)
- О Джей каже: Приховані записи (2015)[20]
- Катастрофа «Челленджера»: Втрачені записи (2016)[21]